# Grootcommandeur
De hoogste rang in sommige ridderorden is die van grootcommandeur. Het voorbeeld werd in 1808 gegeven door de Deense Orde van de Dannebrog waarin de grootcommandeur een hogere rang is dan het grootkruis. In de Brits-Indische Orde van de Ster van Indië en Orde van het Indische Rijk was de hoogste rang grootcommandeur omdat men in een hindoeïstisch land geen kruis wilde gebruiken in de vorm of nomenclatuur van een ridderorde.
Soms is de rang van grootcommandeur juist lager dan die van een grootkruis en komt zij overeen met grootofficier.
In de Nederlandse en Belgische ridderorden of nationale orden komt deze graad niet voor.
Voor de gebruikelijke graden in een ridderorde, zie ook:
- Ordeketen
- Grootkruis
- Grootcommandeur
- Grootofficier
- Commandeur
- Officier
- ridder
- Lid
- Medaille

Soeverein ·
Grootmeester ·
Kanselier ·
Kapittel ·
Grootprior ·
Baljuw ·
Heraut ·
Wapenkoning ·
Ordeketen ·
Bijzondere Klasse ·
Grootkruis ·
Grootlint ·
Grootofficier ·
Commandeur ·
Officier ·
Ridder Grootkruis van Eer en Devotie ·
Rechtsridder ·
Ridder van Obediëntie ·
Ridder van Eer en Devotie ·
Ridder van Gratie en Devotie ·
Ridder van Magistrale Gratie ·
Eredame ·
Dame ·
Ridder ·
Lid ·
Expectant ·  
Medaille